# Trump Towers Istanbul
Las Trump Towers Istanbul son dos rascacielos unidos entre sí, situados en el distrito de Şişli de Estambul (Turquía). Una de las torres contiene oficinas, mientras que la otra es residencial y contiene más de doscientas viviendas. El complejo también incluye un centro comercial con unas ochenta tiendas y un cine multiplex. Son las primeras torres Trump construidas en el continente europeo. El promotor es el multimillonario turco Aydın Doğan, en asociación con el empresario y posterior presidente de los Estados Unidos Donald Trump. Su hija Ivanka Trump participó en la promoción y venta de las viviendas en 2007, 2008 y 2009, y asistió en abril de 2012 a la inauguración junto con su padre Donald Trump y el entonces primer ministro de Turquía (posterior presidente), Recep Tayyip Erdoğan. Muchas empresas de Europa y Oriente Medio tienen sus oficinas en el complejo, que fue diseñado por la arquitecta austriaca Brigitte Weber. 
El titular original de la licencia fue el promotor Adi Chabli de Miami. Chabli llevó a Trump a Turquía y obtuvo la licencia de uso de su nombre, antes de negociar y transferírsela al Doğan Holding. La torre residencial incluye la única bodega colectiva de Turquía, que fue construida por Focus Wine Cellars. Entre los ocupantes destacados de las oficinas está el empresario iraní Reza Zarrab.

## Controversia por el nombre Trump
En diciembre de 2015, se desveló que el propietario turco del edificio, Aydın Doğan, quien paga a The Trump Organization por el derecho a usar su marca, estaba explorando medios legales para disociarla de la propiedad, después de que Donald Trump, entonces candidato a la presidencia de los Estados Unidos, propusiera prohibir temporalmente la entrada a los Estados Unidos a los musulmanes de algunos países.
En diciembre de 2015, Trump afirmó en una entrevista en la radio que tenía un «conflicto de intereses» al tratar con Turquía debido a esta propiedad, diciendo: «Tengo un pequeño conflicto de intereses, porque tengo un edificio muy grande en Estambul [...] Se llama Trump Towers. Dos torres en lugar de una. No una como es habitual, son dos. Y he llegado a conocer muy bien Turquía.»
En agosto de 2018, Aytun Ciray, secretario general del Partido Bueno, un importante partido político de la oposición turca, pidió al Gobierno del presidente Erdoğan que «embargara las Trump Towers» en protesta por el anuncio por parte de la Administración Trump de sanciones a los ministros de Justicia y del Interior de Turquía.